# Rodolfo Gómez (Leichtathlet, 1950)

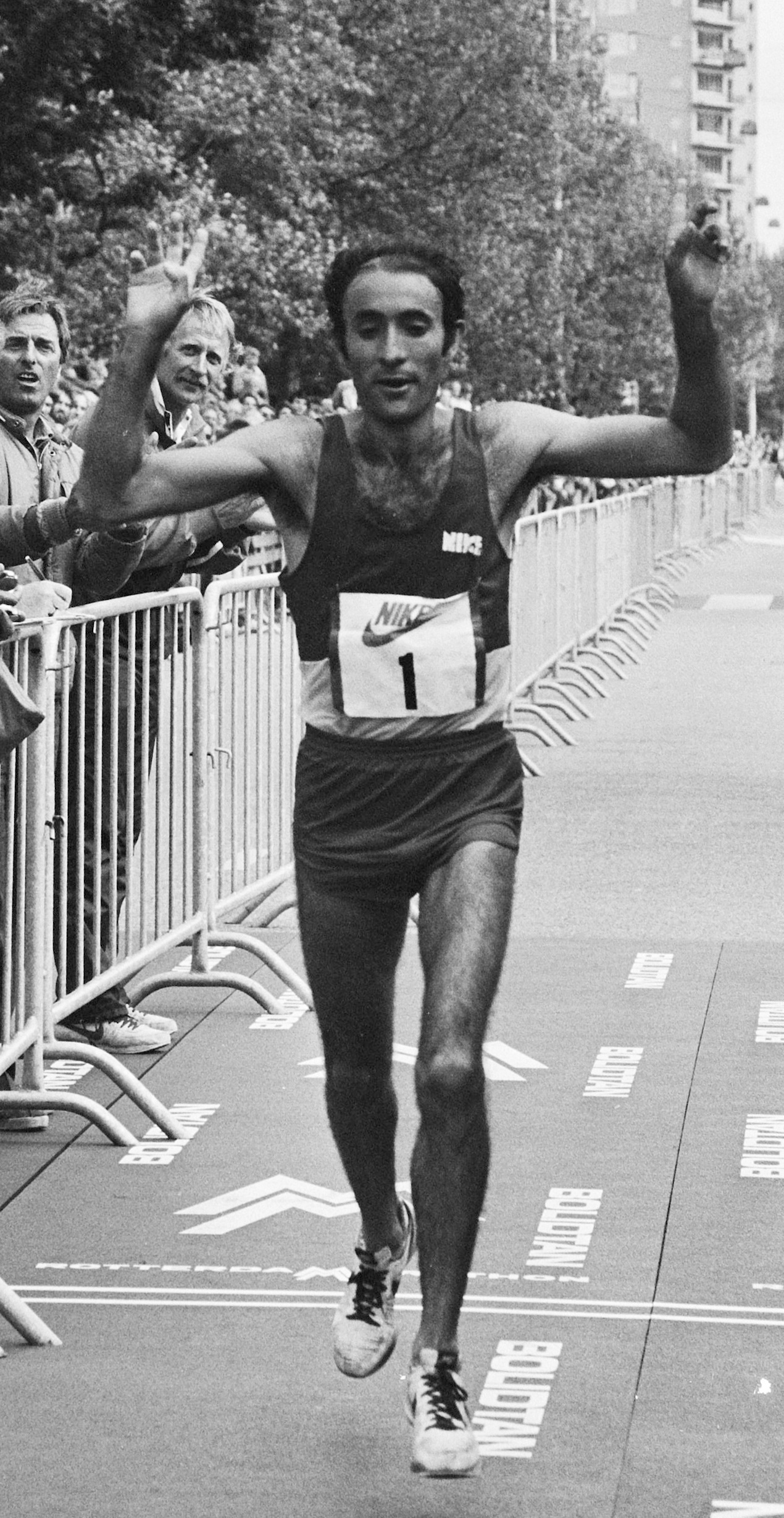
Rodolfo Gómez

Rodolfo Gómez (Rodolfo Gómez Orozco; * 30. Oktober 1950) ist ein ehemaliger mexikanischer Langstreckenläufer.

## Leben
1975 wurde er Zentralamerika- und Karibikmeister über 10.000 m und 1977 über 5000 m. Bei den Panamerikanischen Spielen gewann er 1975 Bronze über 5000 m sowie Silber über 10.000 m und 1979 Bronze über 5000 m sowie Gold über 10.000 m. 1978 siegte er bei den Zentralamerika- und Karibikspielen sowohl über 5000 m wie auch über 10.000 m.
Bei den Olympischen Spielen 1976 in Montreal startete er über 5000 m, 10.000 m und im Marathon. Bei den Bahnwettbewerben schied er jeweils im Vorlauf aus, beim Marathon belegte er den 19. Platz.
1980 wurde er bei den Olympischen Spielen in Moskau Sechster im Marathon, während er über 10.000 m nicht über den Vorlauf hinaus kam. Im selben Jahr wurde er Zweiter beim New-York-City-Marathon.
Im Jahr darauf siegte er beim Tokyo International Men’s Marathon und wurde Siebter in New York. 1982 gewann er den Golden Athens Marathon, den Rotterdam-Marathon, den Oregon Track Club Marathon und wurde erneut Zweiter in New York. 1983 wurde er jeweils Dritter in Tokio und Rotterdam und schied bei den Leichtathletik-Weltmeisterschaften in Helsinki über 10.000 m im Vorlauf aus.
Beim Marathon der Olympischen Spiele 1984 in Los Angeles erreichte er nicht das Ziel. Sein letzter großer Erfolg war der Sieg beim Pittsburgh-Marathon 1987.
Rodolfo Gómez ist Absolvent der University of Texas at El Paso. Seit dem Ende seiner sportlichen Karriere ist er erfolgreich als Trainer tätig und betreute u. a. Martín Pitayo, Andrés Espinosa, Germán Silva und Adriana Fernández.

## Persönliche Bestzeiten
- 3000 m: 7:47,4 min, 22. Juni 1977, Köln
- 5000 m: 13:27,52 min, 30. August 1977, Lüdenscheid
- 10.000 m: 27:57,83 min, 9. Juli 1983, Oslo
- Marathon: 2:09:12 h, 13. Februar 1983, Tokio